# Czerwonki (województwo warmińsko-mazurskie)
Czerwonki (dawniej niem. Czerwanken, od 1930 Rotenfelde) – wieś w Polsce położona w województwie warmińsko-mazurskim, w powiecie mrągowskim, w gminie Mrągowo. W latach 1975–1998 miejscowość administracyjnie należała do województwa olsztyńskiego. Wieś leży nad jeziorem Juksty, w pobliżu znajduje się także jezioro Dobrynek.
Wieś zapisywana w dokumentach także jako Czerwonka, Czerwanken, Rotenfelde. Według niektórych przypuszczeń nazwa wsi powstała od czerwonawej gleby – dawniej istniała tu cegielnia. Bardziej prawdopodobne jest jednak, że nazwa na pochodzenie odosobowe.

## Historia
Wieś lokowana na 30 włókach w 1559 r., kiedy to starosta z Szestna Jerzy von Diebes sprzedał za 90 grzywien trzy włóki sołeckie wolne od czynszu, zasadźcy o nazwisku Hitzschken (Chiczko) ze Śniodowa, który miał założyć wieś czynszową między Mrągowem, Probarkiem a jeziorem Juksty. Na zachodnim brzegu jeziora Juksty powstała wieś o nieregularnej zabudowie, w której w 1693 r. zamieszkała wyłącznie ludność polska. W wyniku różnych klęsk na początku XVIII w. wieś uległa zniszczeniu i wyludnieniu. W 1785 r. było tu zaledwie 8 domów. Pod koniec XVIII w. powstała tu szkoła wiejska. W 1815 r. w Czerwonce było 11 domów z 63 mieszkańcami. W 1818 r. w tutejszej szkole uczył po polsku Jakub Kowalewski, a uczęszczało do niej w tym czasie 18 dzieci. W 1838 r. we wsi było 17 domów i 84 mieszkańców, w 1848 r. – 15 dymów i 100 mieszkańców. W 1870 r. mieszkało we wsi 100 osób.
Pokłady gliny umożliwiały uruchomienie na miejscu cegielni, która w okresie międzywojennym należała do Markischa – przedsiębiorcy budowlanego z Mrągowa. Był to zakład nowoczesny, ze sztuczną suszarnią, który w ciągu roku wytwarzał 6 mln sztuk cegieł. W 1928 r. we wsi było 156 mieszkańców i 36 gospodarstw domowych, w tej liczbie 26 gospodarstw rolniczych, z których 5 miało wielkość w granicach 0,5-5 ha, trzy miały areał w granicach 5-10 ha i 18 w granicach 20- 100 ha. W 1930 r. ówczesne władze niemieckie zmieniły urzędową nazwę wsi z Czerwanken na Rotenfelde. Nazwa ta obwiązywała do 1945 r. W jednoklasowej szkole w l935r. uczyło się 38 dzieci. W tym czasie Czerwonka należała do parafii w Mrągowie.
W 1973 r. do sołectwa Czerwonka należały także miejscowości: Poręby (Poremben nad jeziorem Dobrynek) i Troszczykowo (Troscziksberg).